# Stephen O'Donnell
Stephen O'Donnell (Galway, 15 gennaio 1986) è un allenatore di calcio ed ex calciatore irlandese, di ruolo centrocampista.

## Carriera

### Club
Ha iniziato la sua carriera nell'Arsenal, firmando un contratto per i Gunners a 16 anni. Trascorsi tre anni nel club londinese senza trovare spazio, si trasferisce in Scozia firmando un contratto con il Falkirk, dove trova un posto da titolare collezionando 41 presenze in due stagioni. Nell'estate del 2007 torna in patria per vestire la maglia dei Bohemians. Il 21 febbraio 2009 firma un contratto per il Cork City. Dopo aver giocato una discreta stagione con i Leesiders, si trasferisce al Galway United, contando 28 presenze e 8 gol segnati. Nel gennaio del 2011 firma un contratto con i campioni irlandesi dello Shamrock Rovers.

### Nazionale
Ha giocato nelle nazionali giovanili irlandesi Under-17 ed Under-21.

## Palmarès

### Giocatore

#### Club

##### Competizioni nazionali
- League of Ireland: 6

Bohemians: 2008
Shamrock Rovers: 2011
Dundalk: 2015, 2016, 2018, 2019
- FAI Cup: 1

Bohemians: 2008
- Setanta Sports Cup: 1

Shamrock Rovers: 2011
- Coppa di Lega irlandese: 2

Shamrock Rovers: 2013
Dundalk: 2019